# Distretto di Huaro
Il distretto di Huaro è uno dei dodici distretti della provincia di Quispicanchi, in Perù. Si trova nella regione di Cusco. Si dici que ogni tanto si può vedere un nano per la città